# Grou-coroado-preto
Grou-coroado-preto (Balearica pavonina) é um grou africano. Tal espécie possui plumagem branca e cinzenta e cabeça com uma crista amarela, formada por penas rígidas e cerdosas. Também é conhecida pelos nomes de ganga ou grou-real. Tem em média 96 centímetros de altura.

## Características
Essas grandes aves se reúnem ao redor de brejos no norte e centro da África. Alimentam-se de vegetais, sementes, insetos, sapos, minhocas, cobras, pequenos peixes e ovos de vertebrados.
Podem formar grandes bandos com mais de 60 grous, mas, como muitos pássaros grandes, os grous-coroados se acasalam por toda a vida. São os únicos grous conhecidos que se empoleiram em árvores e não migram (como fazem os grous norte-americanos). Emitem um som estridente. Suas plumas coloridas são utilizadas em elaborados rituais matrimoniais que formaram a base de danças de cerimônias de algumas tribos africanas, inclusive os Masai.
O grou coroado é a mais bonita das aves de sua família. Destaca-se entre os gruídeos pelo penacho sedoso que ostenta no alto da cabeça e pela parte nua em tomo dos olhos que é branca manchada de vermelho escarlate. Possui um bico pequeno e bem proporcionado e uma carúncula vermelho-viva pendurada sob o pescoço. Vive aos pares ou em bandos de centenas de indivíduos. Habita as margens dos rios e lagos cobertos por vegetação alta. Anda em passos lentos, mas, se perseguido ou assustado, pode alcançar grande velocidade. Antes de alçar vôo, corre pelo chão com as asas abertas.

## Comportamento e reprodução

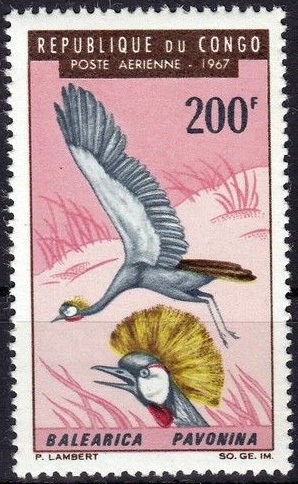
Um Grou-Coroado em um selo do Congo (1967)

Quando está excitado o grou coroado se entrega a uma dança peculiar, dando saltos e abrindo as asas. Alimenta-se de sementes e pequenos répteis e anfíbios. Ao amanhecer abandona os lugares onde pernoitou e dirige-se para os descampados em busca de alimento. Depois de algumas horas, dirige-se para os bancos de areia no meio dos rios, onde passa algum tempo limpando as penas. Ao entardecer, dirige-se em bandos ao alto das árvores para passar a noite. É considerado a ave sagrada da tribo watusi e encontra-se por toda a África meridional, desde a Rodésia e Transvaal até a África do Sul. Põe de 1 à 3 ovos que levam de 28 à 35 dias para incubarem.